# Alexandru Băluță
Alexandru Mihail Băluță (Craiova, 1993. szeptember 13. –) román válogatott labdarúgó, az FCSB csatára.

## Pályafutása

### Klubcsapatokban
Pályafutását a Chindia Târgoviștében kezdte 2011-ben, ahol két év alatt negyvennégy bajnoki mérkőzésen lépett pályára és tizennégy gólt szerzett a román másodosztályban. 2013 nyarán a Viitorul Constanța szerződtette. Augusztus 5-én mutatkozott be a csapat színeiben a román élvonalban.
Egy év elteltével az Universitatea Craiova csapatához szerződött, amely 200 000 eurót fizetett érte. Július 16-án, a Román Ligakupában lépett először pályára új csapatában tétmérkőzésen, első gólját pedig a kupában szerezte október 29-én volt klubja, a Viitorul ellen 2–1-re megnyert mérkőzésen. 2017 nyarán a bukareti Steaua érdeklődött iránta. 2018. április 19-én szerezte pályafutása első mesterhármasát a Botosani ellen 5–1-re megnyert kupamérkőzésen. Az ott töltött négy idénye alatt alapembere volt a csapatnak, összesen 123 bajnokin huszonegyszer volt eredményes. A 2017-2018-as idény végén Román Kupát nyert a Craiovával, a Hermannstadt ellen 2–0-ra megnyert döntőben gólpasszt adott.
2018 nyarán a cseh élvonalban szereplő Slavia Praha igazolta le 3 000 0000 euró ellenében. A 2018–2019-es szezonban bajnokságot és kupát nyert a csapattal, 23 bajnokin háromszor volt eredményes. A következő idényt kölcsönben a Slovan Liberecnél töltötte. 2020 nyarán a Puskás Akadémia játékosa lett. 2020. szeptember 12-én a MOL Fehérvár ellen mutatkozott be a bajnokságban. Szeptember 25-én a második bajnoki találkozóján megszerezte az első gólját a Mezőkövesd ellen. 2023. június 19-én az FCSB bejelentette, hogy három évre írt alá.

### A válogatottban
Többszörös román utánpótlás válogatott. A román válogatottban 2017 júniusában mutatkozott be egy Chile elleni barátságos mérkőzésen.

## Statisztika

### A román válogatottban
| Románia  | Románia | Románia |
| Év       | Mérk.   | Gólok   |
| -------- | ------- | ------- |
| 2017     | 4       | 0       |
| 2018     | 2       | 0       |
| 2020     | 2       | 0       |
| 2021     | 1       | 0       |
| Összesen | 9       | 0       |

. 

### Mérkőzései a román válogatottban
| #  | Dátum               | Ellenfél         | Eredmény | Kiírás                            | Esemény |
| -- | ------------------- | ---------------- | -------- | --------------------------------- | ------- |
| 1. | 2017. június 13.    | Chile            | 3 – 2    | barátságos mérkőzés               | 66' 83' |
| 2. | 2017. szeptember 1. | Örményország     | 1 – 0    | Vb-selejtező                      | 68' 74' |
| 3. | 2017. szeptember 4. | Montenegró       | 0 – 1    | Vb-selejtező                      | 64'     |
| 4. | 2017. október 8.    | Dánia            | 1 – 1    | Vb-selejtező                      | 12' 83' |
| 5. | 2018. május 31.     | Chile            | 3 – 2    | nem-hivatalos barátságos mérkőzés | 70'     |
| 6. | 2018. június 5.     | Finnország       | 2 – 0    | barátságos mérkőzés               | 62'     |
| 7. | 2020. november 11.  | Fehéroroszország | 5 – 3    | barátságos mérkőzés               | 57'     |
| 8. | 2020. november 18.  | Észak-Írország   | 1 – 1    | Nemzetek Ligája                   | 87'     |
| 9. | 2021. június 6.     | Anglia           | 0 – 1    | barátságos mérkőzés               | 80'     |

## Sikerei, díjai
Universitatea Craiova :
- Román labdarúgókupa győztes: 2018

 Slavia Praha :
- Cseh labdarúgó-bajnokság bajnok: 2018–19
- Cseh labdarúgókupa győztes: 2019

 Puskás Akadémia
- Magyar labdarúgó-bajnokság ezüstérmes: 2020–21
- Magyar labdarúgó-bajnokság bronzérmes: 2021–22